# Буняковское сельское поселение
Буняковское се́льское поселе́ние — муниципальное образование в Одесском районе Омской области Российской Федерации.
Административный центр — село Буняковка.

## История
Статус и границы сельского поселения установлены Законом Омской области от 30 июля 2004 года № 548-ОЗ «О границах и статусе муниципальных образований Омской области».

## Население
| 2010  | 2011  | 2012  | 2013  | 2014  | 2015  | 2016  |
| ----- | ----- | ----- | ----- | ----- | ----- | ----- |
| 1013  | →1013 | ↗1037 | ↗1090 | ↗1102 | →1102 | ↘1087 |
| 2017  | 2018  | 2019  | 2020  | 2021  | 2023  |       |
| ↘1047 | ↘1038 | ↗1050 | ↘1037 | ↘1010 | ↘993  |       |

## Состав сельского поселения
| № | Населённый пункт | Тип населённого пункта       | Население |
| - | ---------------- | ---------------------------- | --------- |
| 1 | Буняковка        | село, административный центр | ↘993      |